# Weiherhaus (Feucht)
Weiherhaus ist ein Gemeindeteil des Marktes Feucht im Landkreis Nürnberger Land (Mittelfranken, Bayern). Weiherhaus liegt in der Gemarkung Moosbach.

## Geografische Lage
Der Weiler liegt im Nürnberger Reichswald etwa vier Kilometer östlich von Feucht an der Staatsstraße 2239 nach Altdorf.

## Geschichte
Mit dem Gemeindeedikt (frühes 19. Jahrhundert) wurde Weiherhaus dem Steuerdistrikt Feucht und der Ruralgemeinde Moosbach zugewiesen. Am 1. April 1971 wurde Weiherhaus im Rahmen der Gebietsreform in Bayern nach Feucht eingemeindet.

## Kultur und Sehenswürdigkeiten

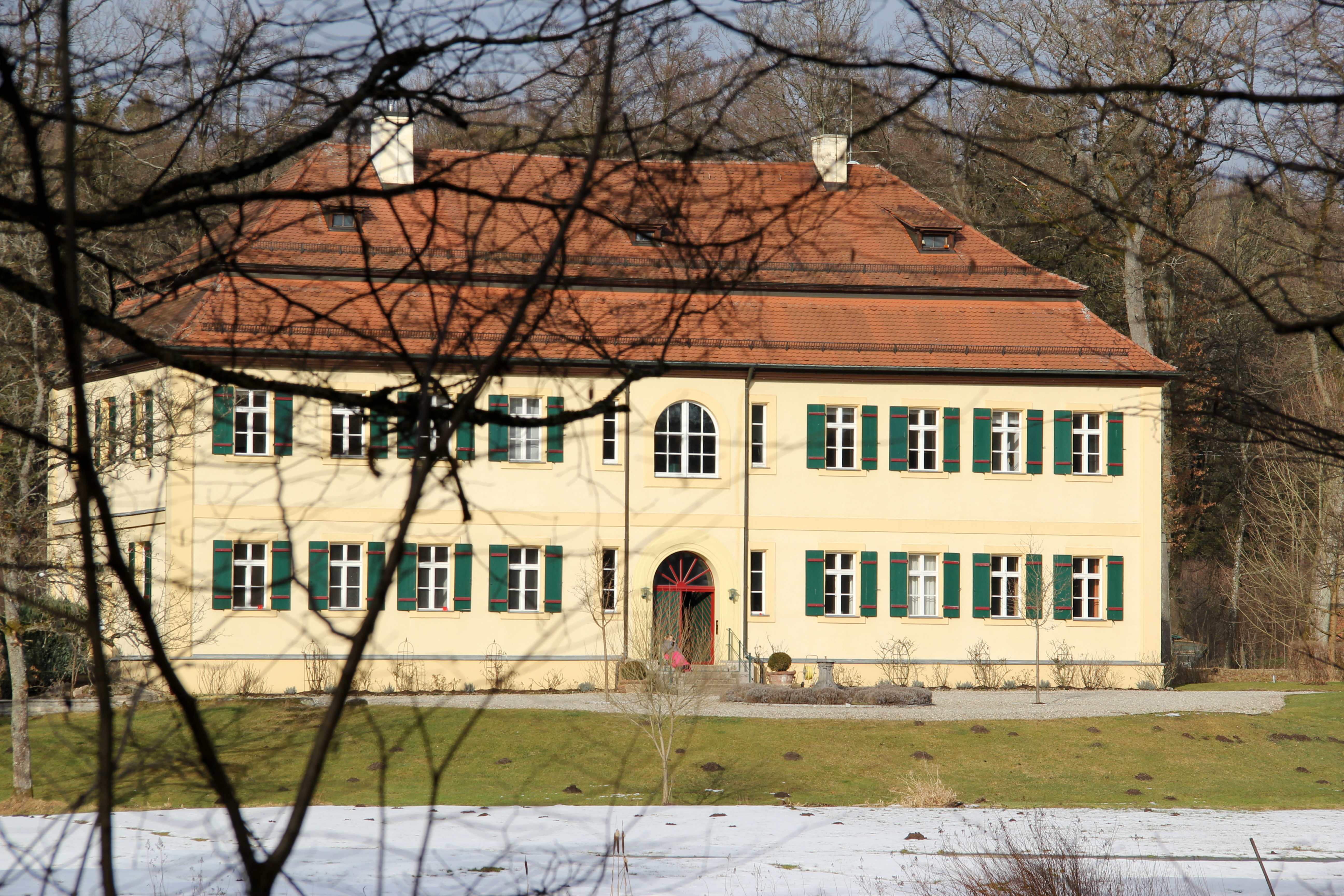
Herrensitz Weiherhaus

In Weiherhaus befindet sich der Herrensitz Weiherhaus. Der Herrensitz gehörte um 1370 den Patrizierfamilien Ortlieb und Ebner und von 1381 bis 1465 den Haller. Er wurde 1472 von der Familie Grundherr erworben und ist noch heute im Besitz der 1857 errichteten Familienstiftung der Freiherren Grundherr von Altenthann und Weiherhaus. Ein Vorgängerbau des Herrensitzes wurde während des Zweiten Markgrafenkrieges 1552 niedergebrannt, auch später erfolgten Erneuerungen; das heutige Herrenhaus ist als barocker zweigeschossiger Massivbau kurz nach 1700 entstanden. Im Zweiten Weltkrieg durch eine Fliegerbombe im April 1943 teilweise zerstört, wurde es danach wiederhergestellt und ab 2012 umfassend saniert und auch von außen mit Giebel, Balkon und Gauben wieder in den Ursprungszustand gebracht.
Südlich neben einer Forststraße nach Altenthann steht das Sühnekreuz Metzgerla.